# Designing Women
Designing Women is een Amerikaanse komedieserie. Hiervan werden 163 afleveringen gemaakt die oorspronkelijk van 29 september 1986 tot en met 24 mei 1993 werden uitgezonden op CBS. Designing Women werd in zowel 1990 als 1991 genomineerd voor de Golden Globe voor beste komedieserie. Veertien andere prijzen werden de serie daadwerkelijk toegekend, waaronder een Primetime Emmy Award in 1988 voor haarstylisten Judy Crown en Monique DeSart. Ook waren er in totaal zeventien niet verzilverde nominaties voor andere Emmy Awards.

## Uitgangspunt
Zussen Julia en Suzanne Sugarbaker bestieren samen hun zelf opgerichte bedrijf Sugarbaker Designs, dat zich bezighoudt met binnenhuisarchitectuur. Julia is de snel schakelende motor achter de zaak die haar hart op haar tong draagt; haar ijdele zus loopt er rond als hoofd verkoop, maar hangt voornamelijk rond op kantoor. Daarnaast zijn ook de verlegen ontwerpster Mary Jo Shively, de naïeve officemanager Charlene Frazier Stillfield en bezorger Anthony Bouvier betrokken bij het reilen en zeilen van Sugarbaker Designs. Naast de gebeurtenissen in hun zaak, houden Julia en Suzanne ook de verwarde Bernice Clifton in de gaten, een vriendin van hun naar Japan verhuisde moeder.

## Rolverdeling
- Dixie Carter - Julia Sugarbaker
- Delta Burke - Suzanne Sugarbaker
- Annie Potts - Mary Jo Shively
- Meshach Taylor - Anthony Bouvier

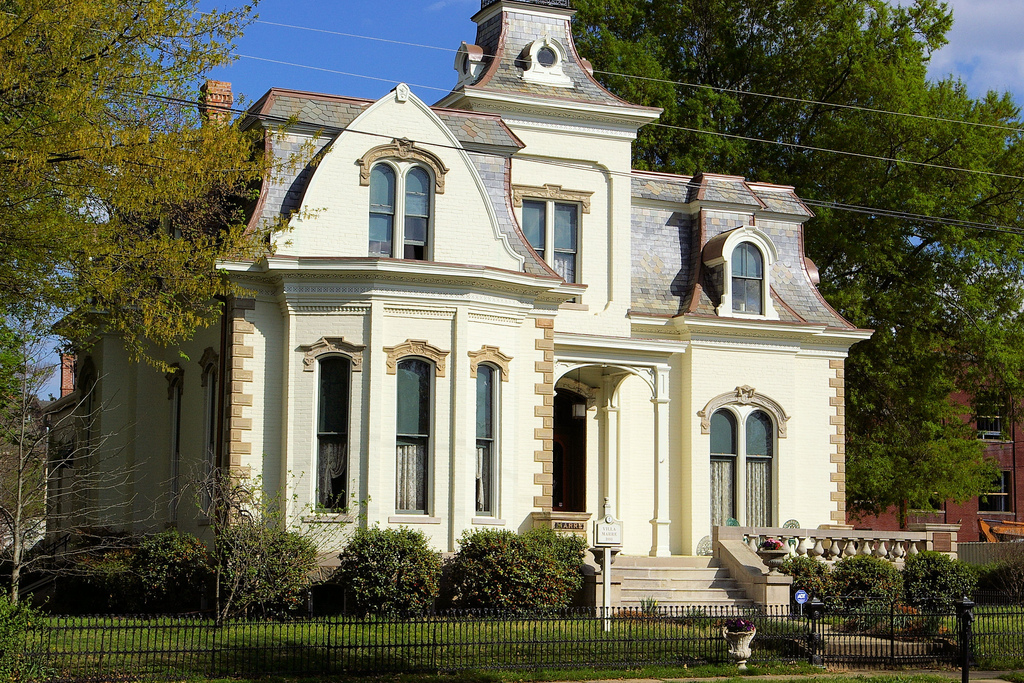
Het huis dat gebruikt werd om de buitenkant te tonen van dat waarin Designing Women zich afspeelde

- Jean Smart - Charlene Frazier Stillfield
- Alice Ghostley - Bernice Clifton
- Jan Hooks - Carlene Frazier Dobber
- Julia Duffy - Allison Sugarbaker
- Judith Ivey - B.J. Poteet